# Наверн Чудакулли
Наверн Чудакулли (Чудаккули Бурый, англ. Mustrum Ridcully) — персонаж книг Терри Пратчетта о Плоском мире, аркканцлер Незримого университета, первый кто пробыл на этом посту больше года со дня избрания.

## Характеристика
Стал магом 7-го уровня в 27 лет. По мнению большинства, считается вторым по разумности волшебником (первым считается Декан). Никто не хочет распространяться, почему в аркканцлеры выбрали именно Наверна, хотя, после событий романа «Посох и шляпа», по-видимому никто не решился занять столь важный пост. Наверн Чудакулли полностью лишен воображения, поэтому он кажется бесстрашным и очень прагматичным. Не очень доверяет магии, хотя и хорошо колдует. Его любимая фраза «Я не видел еще ни одного человека, которого нужно было добивать магией после выстрела из арбалета». При этом в силу прагматичного склада ума способен быстро адаптироваться и даже прибегать к помощи лиц, презираемых в кругу магов: ведьм, стражников, сотрудников факультета высокоэнергетической магии и даже Ринсвинда. Наверн рос вместе с Эсмеральдой Ветровоск, с которой у него до сих пор сохранились романтические отношения. Родной брат Наверна — первосвященник Слепого Ио в Анк-Морпорке.

## Упоминается в книгах
- Творцы заклинаний (его имя искажено, поэтому это может быть и предыдущий аркканцлер)
- Эрик
- Движущиеся картинки
- Мрачный Жнец
- Дамы и господа
- К оружию! К оружию!
- Роковая музыка
- Интересные времена
- Последний континент

И другие...